# Divize D 2017/2018
V soubojích 53. ročníku Moravskoslezské divize D 2017/18 (jedna ze skupin 4. nejvyšší soutěže) se utkalo 16 týmů každý s každým dvoukolovým systémem podzim–jaro. Tento ročník odstartoval v pátek 4. srpna 2017 úvodními zápasem 1. kola a celého ročníku (MSK Břeclav – AFK Tišnov 2:1). Tato sezona skončila v neděli 10. června 2018 zbývajícím utkáním 29. kola a celého ročníku (HFK Třebíč – TJ Slavoj TKZ Polná 4:6).
Před startem jarní části soutěže se ze soutěže odhlásilo vedoucí mužstvo tabulky AFK Tišnov a stalo se prvním sestupujícím. Po úvodní prohře v Břeclavi následovalo 14 výher v řadě, celkové skóre Tišnova po podzimu bylo 61:8. Soutěž byla dohrána s 15 účastníky.

## Nové týmy v ročníku 2017/18
- Z MSFL 2016/17 sestoupila do Divize D mužstva FK Blansko a HFK Třebíč.
- Z Divize E 2016/17 přešlo mužstvo FK Šumperk.
- Z Přeboru Jihomoravského kraje 2016/17 postoupilo vítězné mužstvo AFK Tišnov.
- Z Přeboru Zlínského kraje 2016/17 postoupilo mužstvo FC Strání (2. místo).
- Z Přeboru Vysočiny 2016/17 postoupilo vítězné mužstvo SK Tatran Ždírec nad Doubravou a mužstvo FC Slovan Havlíčkův Brod  (2. místo).

## Nejlepší střelec
Nejlepším střelcem ročníku se stal Petr Kasala z TJ Slovan Bzenec, který vstřelil 24 branky ve 26 startech.

## Konečná tabulka
| Poř. | Tým                                | Z  | V  | R  | P  | VG | OG | B  |
| ---- | ---------------------------------- | -- | -- | -- | -- | -- | -- | -- |
| 1.   | SFK Vrchovina                      | 28 | 20 | 3  | 5  | 60 | 28 | 63 |
| 2.   | FC Slovan Rosice                   | 28 | 15 | 9  | 4  | 72 | 24 | 54 |
| 3.   | FC ŽĎAS Žďár nad Sázavou           | 28 | 16 | 4  | 8  | 60 | 37 | 52 |
| 4.   | TJ Sokol Tasovice                  | 28 | 14 | 5  | 9  | 51 | 48 | 47 |
| 5.   | FK Šumperk                         | 28 | 14 | 4  | 10 | 52 | 35 | 46 |
| 6.   | FSC Stará Říše                     | 28 | 14 | 4  | 10 | 47 | 35 | 46 |
| 7.   | TJ Slovan Bzenec                   | 28 | 14 | 3  | 11 | 68 | 55 | 45 |
| 8.   | TJ Slavoj TKZ Polná                | 28 | 13 | 2  | 13 | 60 | 57 | 41 |
| 9.   | SK Tatran Ždírec nad Doubravou (N) | 28 | 11 | 6  | 11 | 27 | 35 | 39 |
| 10.  | MSK Břeclav                        | 28 | 10 | 5  | 13 | 37 | 42 | 35 |
| 11.  | FK Blansko (S)                     | 28 | 7  | 11 | 10 | 31 | 38 | 32 |
| 12.  | FC Spartak Velká Bíteš             | 28 | 9  | 4  | 15 | 38 | 52 | 31 |
| 13.  | FC Strání (N)                      | 28 | 8  | 3  | 17 | 41 | 58 | 27 |
| 14.  | FC Slovan Havlíčkův Brod (N)       | 28 | 6  | 6  | 16 | 35 | 77 | 24 |
| 15.  | HFK Třebíč (S)                     | 28 | 1  | 7  | 20 | 29 | 87 | 10 |
| 16.  | AFK Tišnov (N)                     | –  | –  | –  | –  | –  | –  | –  |

Poznámky:
- Z = Odehrané zápasy; V = Vítězství; R = Remízy; P = Prohry; VG = Vstřelené góly; OG = Obdržené góly; B = Body; (S) = Mužstvo sestoupivší z vyšší soutěže; (N) = Mužstvo postoupivší z nižší soutěže (nováček)

|  | Postup do MSFL 2018/19                         |
|  | Přechod do Divize E 2018/19                    |
|  | Sestup do Přeboru Jihomoravského kraje 2018/19 |
|  | Sestup do Přeboru Kraje Vysočina 2018/19       |